# Ziminella
Ziminella is een geslacht van weekdieren uit de klasse van de Gastropoda (slakken).

## Soorten
- Ziminella abyssa Korshunova, Martynov, Bakken, Evertsen, Fletcher, Mudianta, Saito, Lundin, Schrödl & Picton, 2017
- Ziminella circapolaris Korshunova, Martynov, Bakken, Evertsen, Fletcher, Mudianta, Saito, Lundin, Schrödl & Picton, 2017
- Ziminella japonica (Volodchenko, 1941)
- Ziminella salmonacea (Couthouy, 1838)